# Dwudziesto-dwunastościan przycięty

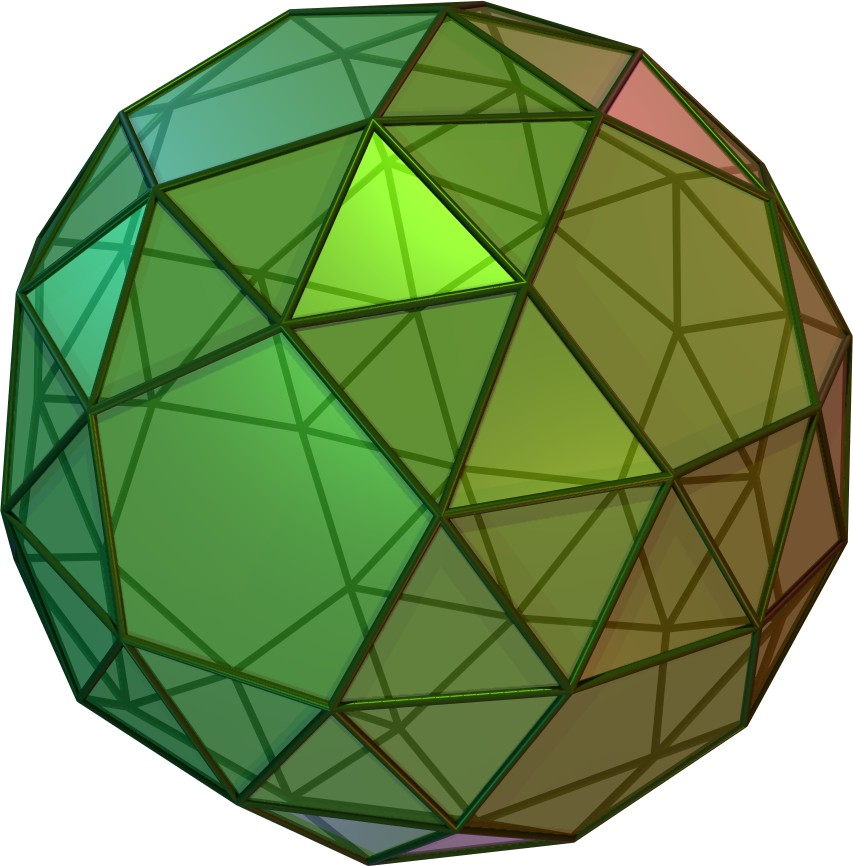
Dwudziesto-dwunastościan przycięty

Dwudziesto-dwunastościan przycięty

Przykładowa siatka dwudziesto-dwunastościanu przyciętego

Dwudziesto-dwunastościan przycięty (lub dwunastościan przycięty)  –  wielościan mający
60 wierzchołków, 150 krawędzi, 92 ściany (80 trójkątów równobocznych, 12 pięciokątów foremnych). Jest wielościanem chiralnym; posiada dwie formy: prawą oraz lewą.

## Wzory i właściwości
- Pole powierzchni całkowitej bryły o krawędzi długości 1 wyrażone jest wzorem:

{\displaystyle S=\surd 15[95+6\surd 5+8\surd 15(5+2\surd 5)]}
Grupa symetrii:
{\displaystyle I}

## Galeria
Dwa enancjomery dwudziesto-dwunastościanu:

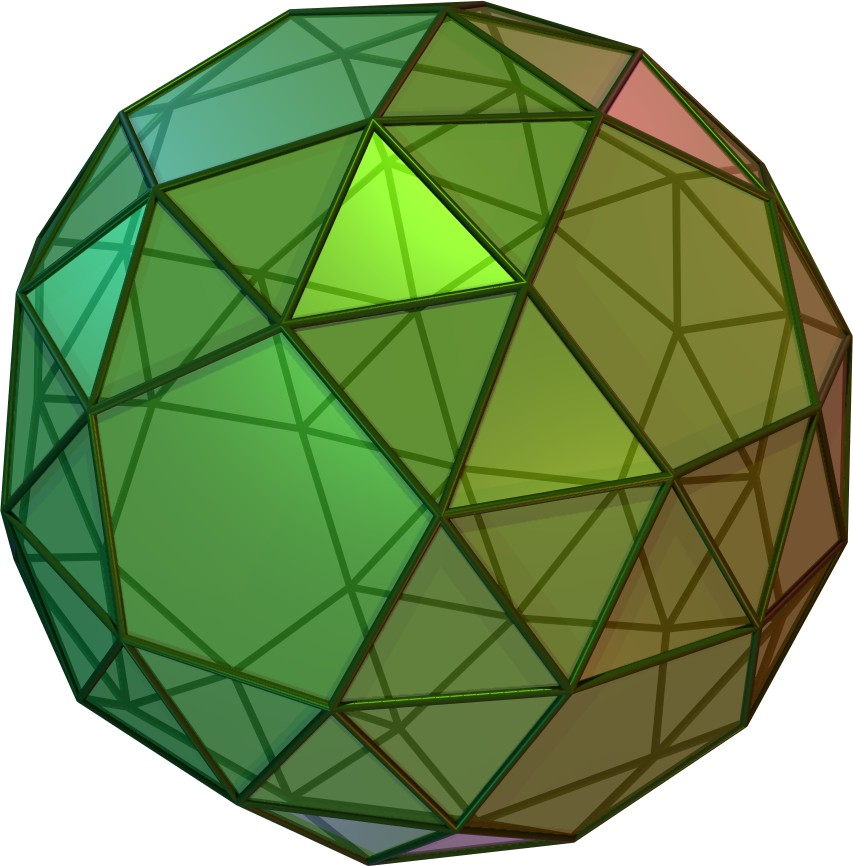
wariant 1
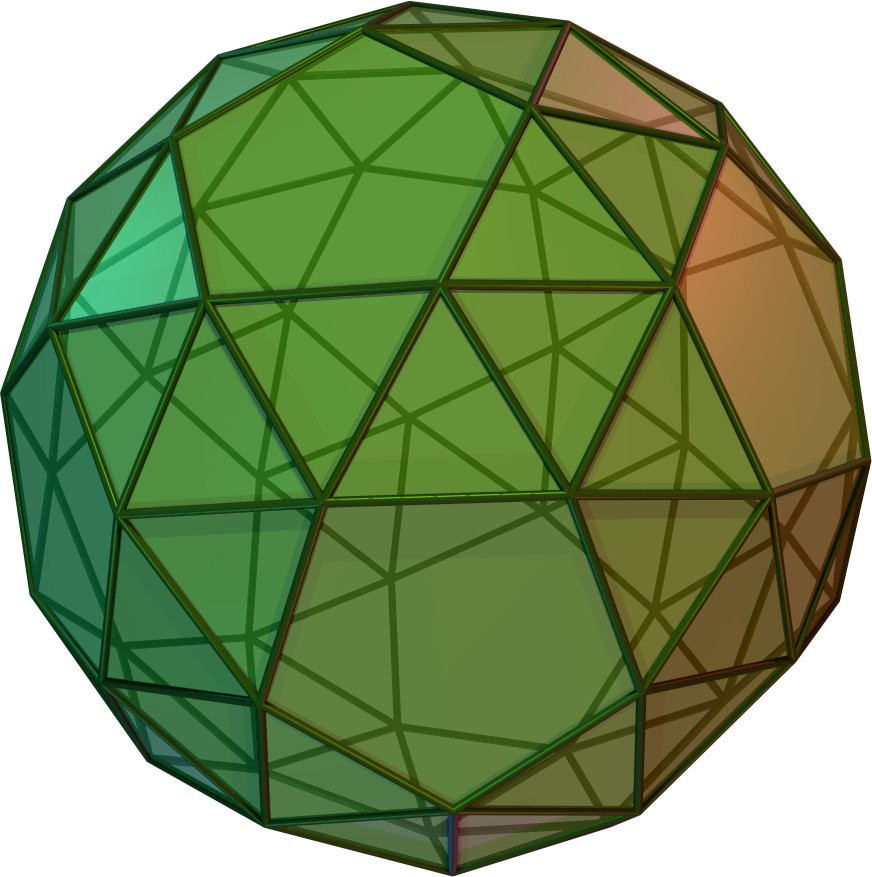
wariant 2